# Evolução do Colégio dos Cardeais sob o pontificado de Leão XII
Este artigo apresenta as evoluções dentro do Sagrado Colégio ou Colégio de Cardeais durante o pontificado do Papa Leão XII , desde a abertura do conclave que o elegeu , o2 de setembro de 1823até sua morte em 10 de fevereiro de 1829.

## Composição por Consistório
| Concistoro               | 1823 | 1829 |
| ------------------------ | ---- | ---- |
| Setembro 1791            | 1    |      |
| Junho 1795               | 1    | 1    |
| Consistórios de Pio VI   | 2    | 1    |
| Agosto 1800              | 1    |      |
| Fevereiro 1801           | 7    | 5    |
| Janeiro 1803             | 1    | 1    |
| Julho 1803               | 1    | 1    |
| Março 1804               | 1    | 1    |
| Agosto 1807              | 1    |      |
| Março 1816               | 18   | 11   |
| Setembro 1816            | 1    | 1    |
| Julho 1817               | 1    |      |
| Outubro 1817             | 1    | 1    |
| Abril 1818               | 1    |      |
| Junho 1819               | 1    | 1    |
| Setembro 1819            | 2    | 1    |
| Dezembro 1822            | 1    |      |
| Março 1823               | 12   | 9    |
| Maio 1823                | 1    |      |
| Consistórios de Pio VII  | 51   | 25   |
| Maio 1824                |      | 2    |
| Setembro 1824            |      | 3    |
| Dezembro 1824            |      | 2    |
| Março 1825               |      | 2    |
| Março 1826               |      | 2    |
| Outubro 1826             |      | 9    |
| Junho 1827               |      | 2    |
| Dezembro 1828            |      | 2    |
| Consistórios de Leão XII |      | 24   |
| Total                    | 53   | 58   |

## Evolução Digital durante o pontificado
| Data                    | Evento                                                                     | País     | Total |
| ----------------------- | -------------------------------------------------------------------------- | -------- | ----- |
| 2 de setembro de 1823   | Cardeais no momento do Conclave de 1823                                    | Vaticano | 53    |
| 28 de setembro de 1823  | Eleição Papal do Cardeal Annibale Sermattei della Genga como Papa Leão XII | Vaticano | 52    |
| 21 de dezembro de 1823  | Morte do Cardeal Domenico Spinucci (84 anos)                               | Itália   | 51    |
| 24 de janeiro de 1824   | Morte do cardeal Ercole Consalvi (66 anos)                                 | Itália   | 50    |
| 2 de fevereiro de 1824  | Morte do Cardeal Luigi Pandolfi (72 anos)                                  | Itália   | 49    |
| 3 de maio de 1824       | criação de 2 Cardeais:                                                     | Vaticano | 51    |
| 3 de maio de 1824       | Giovanni Battista Bussi                                                    | Itália   | 51    |
| 3 de maio de 1824       | Bonaventura Gazzola, O.F.M.                                                | Itália   | 51    |
| 21 de junho de 1824     | Morte do cardeal Louis-François de Bausset-Roquefort (75 anos)             | França   | 50    |
| 8 de setembro de 1824   | Morte do Cardeal Antonio Gabriele Severoli (67 anos)                       | Itália   | 49    |
| 9 de setembro de 1824   | Morte do Cardeal Paolo Giuseppe Solaro (81 anos)                           | Itália   | 48    |
| 27 de setembro de 1824  | criação de 3 Cardeais:                                                     | Vaticano | 51    |
| 27 de setembro de 1824  | Karl Kajetan von Gaisruck                                                  | Itália   | 51    |
| 27 de setembro de 1824  | Patrício da Silva, O.S.A.                                                  | Portugal | 51    |
| 27 de setembro de 1824  | Teresio Maria Carlo Vittorio Ferrero della Marmora                         | Itália   | 51    |
| 20 de dezembro de 1824  | criação de 1 Cardeal + 1 In Pectore:                                       | Vaticano | 52    |
| 20 de dezembro de 1824  | Pedro Inguanzo Rivero                                                      | Espanha  | 52    |
| 21 de março de 1825     | criação de 1 Cardeal + 1 In Pectore:                                       | Vaticano | 53    |
| 21 de março de 1825     | Gustav Maximilian von Croÿ                                                 | França   | 53    |
| 1 de agosto de 1825     | Morte do Cardeal Antonio Lamberto Rusconi (82 anos)                        | Itália   | 52    |
| 10 de dezembro de 1825  | Morte do Cardeal Luigi Ercolani (67 anos)                                  | Itália   | 51    |
| 14 de dezembro de 1825  | Morte do Cardeal Carlos da Cunha e Menezes (66 anos)                       | Portugal | 50    |
| 13 de março de 1826     | criação de 2 Cardeais + 2 Revelação In Pectore:                            | Vaticano | 54    |
| 13 de março de 1826     | Ludovico Micara, O.F.M.Cap.                                                | Itália   | 54    |
| 13 de março de 1826     | Bartolomeo Alberto Cappellari, O.S.B.Cam. (Futuro Papa Gregório XVI)       | Itália   | 54    |
| 13 de março de 1826     | Jean-Baptist-Marie-Anne-Antoine de Latil                                   | França   | 54    |
| 13 de março de 1826     | Francisco Javier de Cienfuegos e Jovellanos                                | Espanha  | 54    |
| 11 de maio de 1826      | Morte do Cardeal Stanislao Sanseverino (61 anos)                           | Itália   | 53    |
| 2 de outubro de 1826    | criação de 4 Cardeais + 6 In Pectore:                                      | Vaticano | 57    |
| 2 de outubro de 1826    | Giacomo Giustiniani                                                        | Itália   | 57    |
| 2 de outubro de 1826    | Vincenzo Macchi                                                            | Itália   | 57    |
| 2 de outubro de 1826    | Giacomo Filippo Fransoni                                                   | Itália   | 57    |
| 2 de outubro de 1826    | Tommaso Bernetti                                                           | Itália   | 57    |
| 11 de setembro de 1826  | Morte do Cardeal Fabrizio Turriozzi (70 anos)                              | Itália   | 56    |
| 12 de março de 1826     | Morte do Cardeal Dionisio Bardaxí y Azara (66 anos)                        | Espanha  | 55    |
| 25 de junho de 1827     | criação de 2 Cardeais:                                                     | Vaticano | 57    |
| 25 de junho de 1827     | Ignazio Nasalli-Ratti                                                      | Itália   | 57    |
| 25 de junho de 1827     | Joachim-Jean-Xavier d'Isoard                                               | Itália   | 57    |
| 27 de agosto de 1827    | Morte do Cardeal Johann Casimir Häffelin (90 anos)                         | Baviera  | 56    |
| 13 de dezembro de 1827  | Morte do Cardeal Fabrizio Ruffo (83 anos)                                  | Itália   | 55    |
| 2 de junho de 1828      | Morte do Cardeal Francesco Serlupi Crescenzi (72 anos)                     | Itália   | 54    |
| 19 de abril de 1828     | Morte do Cardeal Carlo Francesco Maria Caselli, O.S.M. (87 anos)           | Itália   | 53    |
| 13 de novembro de 1828  | Morte do Cardeal Giuseppe Spina (72 anos)                                  | Itália   | 52    |
| 5 de dezembro de 1828   | Morte do cardeal Francesco Guidobono Cavalchini (73 anos)                  | Itália   | 51    |
| 15 de dezembro de 1828  | criação de 2 Cardeais + 6 Revelações In Pectore:                           | Vaticano | 59    |
| 15 de dezembro de 1828  | Pietro Caprano                                                             | Itália   | 59    |
| 15 de dezembro de 1828  | Belisario Cristaldi                                                        | Itália   | 59    |
| 15 de dezembro de 1828  | Giovanni Francesco Marazzani Visconti                                      | Itália   | 59    |
| 15 de dezembro de 1828  | Giovanni Antonio Benvenuti                                                 | Itália   | 59    |
| 15 de dezembro de 1828  | Benedetto Colonna Barberini di Sciarra                                     | Itália   | 59    |
| 15 de dezembro de 1828  | Alexander Rudnay                                                           | Áustria  | 59    |
| 15 de dezembro de 1828  | Antonio Domenico Gamberini                                                 | Itália   | 59    |
| 15 de dezembro de 1828  | Juan Francisco Marco y Catalán                                             | Espanha  | 59    |
| 18 de janeiro de 1829   | Morte do Cardeal Giovanni Francesco Marazzani Visconti (73 anos)           | Itália   | 58    |
| 10 de fevereiro de 1829 | Morte do Papa Leão XII (68 anos)                                           | Vaticano | 58    |